# Carpathonesticus cibiniensis
Carpathonesticus cibiniensis (лат.) — вид мелких пауков рода Carpathonesticus из семейства пауков-нестицидов (Nesticidae). Румыния.

## Описание
Длина самцов до 4,9 мм, просома — 2 мм (самки крупнее — до 5 мм). Стернум жёлтый, головогрудь беловато-серая с чёрным узором.
Вид Carpathonesticus cibiniensis был впервые описан в 1981 году немецким арахнологом Ингмаром Вейссом (Ingmar Weiss; Дрезденский зоологический музей, Германия) под первоначальным названием Nesticus cibiniensis Weiss, 1981. Таксон C. cibiniensis включён в состав рода Carpathonesticus Lehtinen & Saaristo, 1980 (вместе с таксонами C. lotriensis Weiss, 1983, C. biroi (Kulczynski, 1895), C. mamajevae Marusik, 1987, C. menozzii (Caporiacco, 1934), C. eriashvilii Marusik, 1987, C. galotshkai Evtushenko, 1993, C. hungaricus (Chyzer, 1894), C. paraavrigensis (Weiss, 1981), C. fodinarum  (Kulczynski, 1894) и другими).